# Werner Bruhns
Werner Peter Max Bruhns (* 10. Oktober 1928 in Hamburg; † 16. Oktober 1977 ebenda) war ein deutscher Schauspieler und Synchronsprecher.

## Leben
Werner Bruhns wurde als Sohn des Bankiers Richard Bruhns und seiner Frau Elsa, geb. Siedentop, in Hamburg geboren. Er besuchte das Christianeum in Hamburg-Altona und erhielt von 1946 bis 1948 Schauspielunterricht bei Helmuth Gmelin. In dieser Zeit gab er 1946 seinen Einstand mit dem winzigen Part des zweiten Polizisten in einer Aufführung von Die Dreigroschenoper am Deutschen Schauspielhaus. Er blieb bis 1947 am Schauspielhaus, wechselte, nach einem Zwischenspiel am Schlosstheater von Eutin, 1948/49 an Gmelins Theater im Zimmer und 1950 ans Thalia-Theater.
Zeitgleich (1949/50) fand er als freier Mitarbeiter Beschäftigung beim NWDR und war erstmals als Synchronsprecher tätig. In diesem Sektor sollte er in der Folgezeit als deutsche Stimme von George Peppard, Daniel Gélin und Randolph Scott in Erscheinung treten. Bei den Fernsehserien Mannix und Wyatt Earp greift ein synchronisierte Werner Bruhns Mike Connors respektive Hugh O’Brian. Für die Serie Columbo schrieb er auch Dialogbücher und führte Synchronregie.
1950 wechselte Bruhns an das Theater der Freien Hansestadt Bremen, 1954 für eine Spielzeit an das Staatstheater Oldenburg. In jenen frühen Jahren belegte er das Fach des jugendlichen Helden und Liebhabers. So war er beispielsweise die Idealbesetzung für die Rolle des schwärmerischen Kurt von Zedlitz in dem Stück Traumulus aus der Feder von Arno Holz und Oskar Jerschke und des Victor in einer Inszenierung von John Steinbecks Die wilde Flamme (Burning Bright). Weitere frühe Paraderollen waren der Don Karlos, der Leander und der Romeo.
In späteren Jahren folgte Bruhns Verpflichtungen an das Renaissance-Theater Berlin, das Staatstheater Stuttgart sowie an Ida Ehres Kammerspiele und Friedrich Schütters Junges Theater. Letztgenannte Spielstätten läuteten die Rückkehr in seine Heimatstadt Hamburg ein.
Vom Kinofilm erhielt Bruhns nur gelegentlich Angebote. Zum Jahresbeginn 1957 gab er seinen Einstand mit dem kleinen Part des Fliegerkameraden Werner Heydenreich in dem Kriegsdrama Der Stern von Afrika. Zwölf Jahre darauf sah man ihn in der Hauptrolle des Familienvorstands Jocelyn Pentecost in der populären Verfilmung Wenn süß das Mondlicht auf den Hügeln schläft des gleichnamigen Eric-Malpass-Romans. Mitte der 1970er Jahre wirkte Bruhns letztmals in mehreren Kinofilmen mit, darunter Bernardo Bertoluccis von der Kritik mit Lobeshymnen bedachtes, opulentes Familienpanorama 1900, in dem er den Onkel von Robert De Niro, Ottavio Berlinghieri, verkörperte.

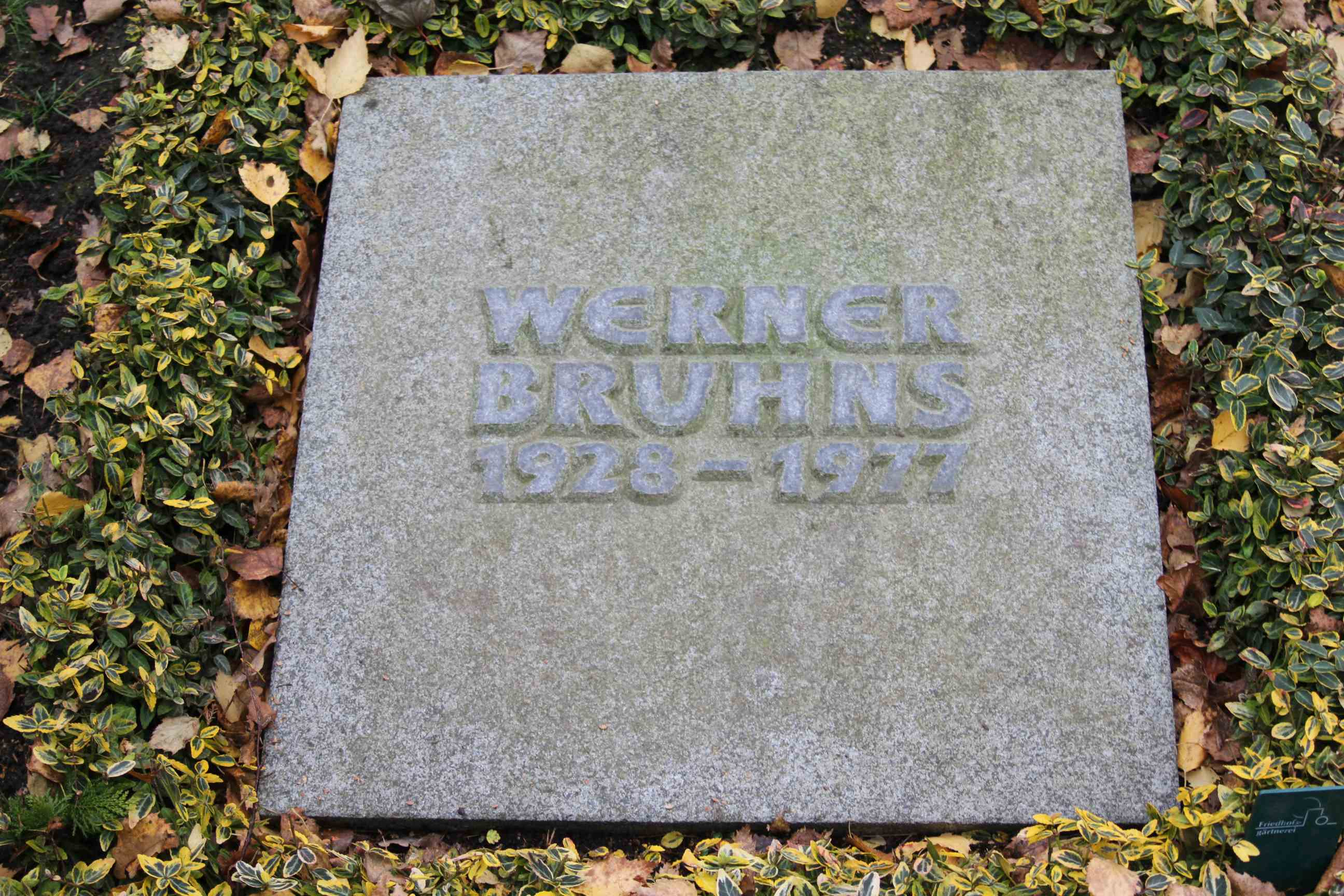
Grabstein von Werner Bruhns auf dem Friedhof Ohlsdorf

Nahezu zeitgleich mit seiner Kinofilm-Tätigkeit begann Bruhns auch in Fernsehproduktionen mitzuwirken. Zunächst sah man ihn in Adaptionen literarischer Vorlagen (John Osborne, Herman Wouk, Clifford Odets) wie Blick zurück im Zorn, Die Caine war ihr Schicksal und Golden Boy. Später erhielt er, der mit einer äußerst sonoren Stimme ausgestattet war, meist tragende Rollen ehrbarer Großbürger, Akademiker und Polizeikommissare. Er verkörperte aber auch immer wieder zwielichtige Herren aus der Gesellschaft wie den Minotti in dem dreiteiligen ZDF-Straßenfeger 11 Uhr 20 und bediente dieses Fach auch mehrfach in Krimireihen wie Tatort, Der Kommissar und Derrick. In der Stahlnetz-Folge Rehe, die auf der Entführung von Joachim Göhner basierte, sah man ihn neben Heinz Engelmann und Sigurd Fitzek als Vater des entführten Kindes.
Werner Bruhns war in erster Ehe (1952–1957) mit der Schauspielerin Christiane Harlan verheiratet. Die gemeinsame Tochter Katharina (* 1953) ist ebenfalls Schauspielerin. Aus der zweiten Ehe (1965–1977) mit der Nachrichtensprecherin, Journalistin und Buchautorin Wibke Bruhns gingen die Töchter Annika (* 1966) und Meike (* 1968) hervor. Annika Bruhns ist Sängerin und Schauspielerin. Meike Bruhns ist Journalistin.
Werner Bruhns beging in seiner Heimatstadt kurz nach seinem 49. Geburtstag am 16. Oktober 1977 Suizid. Er fand seine letzte Ruhestätte auf dem Friedhof Ohlsdorf im Grab BK61 (570) in Hamburg.

## Filme
- 1957: Der Stern von Afrika (Kino)
- 1958: Blick zurück im Zorn (Fernsehfilm)
- 1959: Die Caine war ihr Schicksal (Fernsehfilm NDR)
- 1960: Der Traum des Mr. Borton (Fernsehfilm)
- 1960: Kreuze am Horizont (Fernsehfilm)
- 1961: Ein Augenzeuge (Fernsehfilm WDR)
- 1962: CQ an alle (NDR)
- 1962: Golden Boy (Fernsehfilm NDR)
- 1962: Der Mann aus Guayaguli (Fernsehkurzfilm NDR)
- 1963: Das kleine Hofkonzert (Fernsehfilm NDR)
- 1963: Hafenpolizei: Die Party (Kriminalserie NDR)
- 1963: Das Glück läuft hinterher (Fernsehfilm NDR)
- 1964: Das Mietshaus (Fernsehfilm ZDF)
- 1964: Stahlnetz: Rehe (Kriminalserie NDR)
- 1964: Ich fahre Patschold (Fernsehfilm NDR)
- 1964: Ein Sommer – ein Herbst (Fernsehfilm SWF)
- 1965: Die fünfte Kolonne: Libelle, bitte kommen (Kriminalserie ZDF)
- 1965: Die fünfte Kolonne: Blumen für Zimmer 19 (Kriminalserie ZDF)
- 1965: Das Kriminalmuseum: Das Nummernschild (Kriminalserie ZDF)
- 1965: Der Fall Hau (Fernsehfilm ZDF)
- 1966: Die fünfte Kolonne: Die ägyptische Katze (Kriminalserie ZDF)
- 1966: Der Verrat von Ottawa (Fernsehfilm ZDF)
- 1967: Polizeifunk ruft: Das Mädchen von der Autobahn (Kriminalserie ARD)
- 1967: Das Arrangement (Fernsehfilm)
- 1967: Das Kriminalmuseum: Das Kabel (Kriminalserie ZDF)
- 1967: Kampf um Kautschuk (Fernsehfilm ZDF)
- 1968: Der Auftrag (Fernsehfilm)
- 1968: Die Rivalin (Fernsehfilm ZDF)
- 1969: Nachrichten aus der Provinz: Eine Zensur findet nicht statt (WDR)
- 1969: Wenn süß das Mondlicht auf den Hügeln schläft (Kino)
- 1969: 11 Uhr 20 (Krimi-Dreiteiler ZDF)
- 1970: Der Kommissar: Tod einer Zeugin (Kriminalserie ZDF)
- 1970: Der Pfarrer von St. Pauli (Kino)
- 1971: Klassenkampf (Fernsehfilm SRG)
- 1970: Eine konsequente Frau (Fernsehfilm SR)
- 1971: Hamburg Transit: Der Tod im Koffer (Kriminalserie ARD)
- 1971: Die Entführung (Fernsehfilm ORF)
- 1972: Ein Toter stoppt den 8 Uhr 10 (Fernsehfilm SWF)
- 1972: Alarm (Fernsehserie ARD)
- 1972: Geliebter Mörder (Fernsehfilm ZDF)
- 1973: Gabriel (Fernsehfilm ZDF)
- 1973: Der Kommissar: Tod eines Buchhändlers (Kriminalserie ZDF)
- 1973: Okay S.I.R. – Ein Motiv im Hintergrund
- 1974: Tod eines Mannequins (Fernsehfilm ZDF)
- 1974: Magdalena – vom Teufel besessen (Kino)
- 1974: Der Tod der Schneevögel (Fernsehfilm, ZDF)
- 1974: Tatort: Zweikampf (Kriminalreihe WDR)
- 1974: Plus minus null (Fernsehfilm ZDF)
- 1974: Die Akte Odessa (Kino)
- 1974–1976: 1900 (Kino)
- 1975: Tatort: Tod eines Einbrechers (Kriminalreihe SWF)
- 1975: Tatort: Schöne Belinda (Kriminalreihe SDR)
- 1975: Eurogang: Die letzte Lieferung (Kriminalserie ARD)
- 1976: Meine beste Freundin (Fernsehfilm BR)
- 1975: Du entkommst uns nicht (Fernsehfilm ZDF)
- 1976: Derrick: Risiko (Kriminalserie ZDF)
- 1977: Tatort: Wer andern eine Grube gräbt … (Kriminalreihe SR)
- 1977: Flucht (Fernsehfilm ZDF)